# Нефтида
Нефтида (греч. Νέφθυς) или Небетхет (егип. Nb.t ḥw.t «Госпожа обители») — богиня рождения и смерти в древнеегипетской мифологии. Богиня гелиопольской Эннеады.

## Изображение

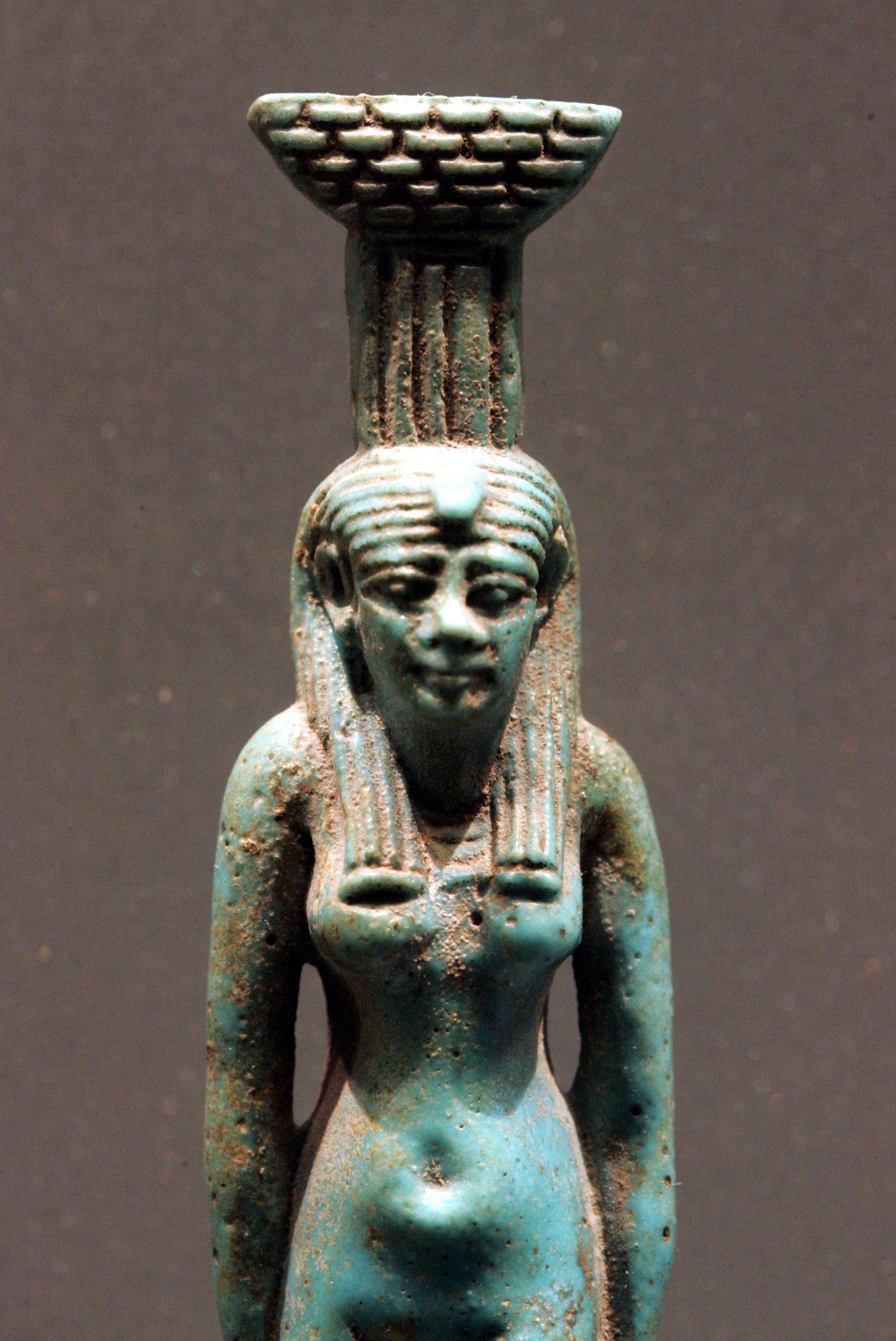
Фаянсовая фигурка Нефтиды, ок. 664—332 годы до н. э. Лувр (Париж)

Изображалась в образе женщины с иероглифом своего имени на голове (дом со строительной корзиной наверху). Нередко вместе с Исидой изображалась соколицей, крылатой женщиной, сидящими у ног и изголовья ложа с телом умершего.
Нефтида, Исида и Селкет отождествлялись с соколицами, поэтому их часто изображали на саркофагах в виде крылатых женщин как защитниц умерших. В эпоху Нового царства, Нефтида, как одна из четырёх великих богинь-защитниц усопшего, часто изображалась на царских саркофагах, на северной стене, непосредственно около головы усопшего.

## Происхождение
Нефтида, младшая из детей Геба и Нут, родилась в последний день года. У неё была сестра — Исида — и братья — Осирис и Сет. Последний также приходился ей мужем, хотя, согласно Плутарху, именно от Осириса у Нефтиды родился внебрачный сын Анубис.

## Мифология
Согласно древнеегипетской мифологии, Нефтида полюбила Осириса и, приняв облик его жены, Исиды, зачала от него сына Анубиса (по другим версиям отцом Анубиса был Сет или Ра). Опасаясь гнева супруга Сета, Нефтида бросила младенца в камышовых зарослях, где с помощью собак его нашла Исида. Сет решил отомстить брату. Согласно ранней версии легенды, он подстерёг Осириса на охоте и убил его. Более поздние версии сообщают, что Сет действовал в союзе с 70 заговорщиками. На один из праздников он приказал доставить красивый саркофаг и обещал подарить его тому, кому он придётся впору. Едва Осирис лёг в саркофаг, заговорщики захлопнули крышку, заколотили и бросили в Нил. (Согласно мемфисской легенде, тело Осириса бросили в реку, где тот пролежал три дня и три ночи, поедаемый рыбами).
Услышав об убийстве мужа, Исида обрезала волосы, облачилась в траурные одеяния и отправилась на поиски Осириса. Ей во всём помогала Нефтида, бежавшая от Сета. Обретя тело Осириса, женщины спрятали его в болотах близ города Буто, чтобы оплакать, но Сет нашёл и разрубил тело брата на 14 (или 16, или 18) частей, а затем разбросал по Дельте.
Когда Анубис создал из собранных воедино членов Осириса мумию, Нефтида стояла у изголовья, а затем вместе с Исидой встречала умершего на восточном горизонте. Также Нефтида присматривала за маленьким Гором и оберегала его. В «Текстах пирамид» Исида названа «родившей матерью», а Нефтида  —  «кормящей матерью» Гора.

## Функции
Нефтида была спутницей Ра во время его ночного плавания по подземным водам. Согласно «Текстам пирамид», Нефтида плавает в ладье вечности ночью,а Исида — днём. Плутарх описывал Нефтиду как «владычицу всего неявленного и нематериального, в то время как Исида властвует над всем явленным и материальным». Нефтида рассматривалась одними авторами[какими?] как богиня смерти, а другими[какими?] — как аспект Чёрной Исиды. Часто Нефтида изображалась вместе с Исидой как её противоположность и, в то же время, как её дополнение, символизирующее ущербность, пассивность, неплодородные земли.
Особым временем суток для Нефтиды были предрассветные и закатные сумерки.
Нефтида стоит за спиной Осириса на загробном суде взвешивания сердца покойного.
Нефтиду также иногда называли Владычицей Свитков и приписывали ей авторство скорбных песнопений и других гимнов. В этом облике она тесно ассоциировалась с богиней Сешат — покровительницей архива царствующего дома фараонов, определявшей продолжительность их правления.
Несмотря на связь с Нижним Миром, Нефтида носила титул «Богини творения, которая живёт во всём». Её также считали богиней сексуальности и женским аналогом возбуждённого бога Мина. В Мендесе, в регионе нильской дельты, её чтили как богиню врачевания. Согласно сказкам папируса Весткар, Нефтида вместе с Исидой, Хнумом и Хекат помогает роженице.

## Культ
Считалось, что она родилась в Секхеме, который был центром её культа.

## Современность
В честь Нефтиды назван астероид (287) Нефтида, открытый в 1889 году.
2016 — фильм «Боги Египта». Роль Нефтиды исполнила актриса Эмма Бут.